# Queer Lion 2016
Il Queer Lion 2016 è la decima edizione del riconoscimento collaterale che premia «il miglior film con tematiche omosessuali & Queer Culture», assegnato nel quadro delle manifestazioni previste per la LXXIII Mostra del Cinema di Venezia che si è svolta dal 31 agosto al 10 settembre 2016.
Il premio è stato patrocinato dalla Presidenza del Consiglio dei ministri, tramite il dipartimento per le Pari Opportunità UNAR, Ministero dei beni e delle attività culturali e del turismo, Regione del Veneto, Città metropolitana di Venezia, Comune di Venezia e dell'Università Ca' Foscari
Il premio è stato assegnato alla pellicola danese-islandese Hjartasteinn (Heartstone) di Guðmundur Arnar Guðmundsson. con la seguente motivazione:
La cerimonia di premiazione si è svolte il 9 settembre 2016 presso la Villa degli Autori, sede delle Giornate degli Autori, al Lido di Venezia.

## Giuria
La giuria è stata presieduta dalla critica cinematografica Cecilia Ermini, già componente del comitato di selezione del Festival Internazionale del Film di Roma e del Festival MIX Milano. Gli altri giurati sono stati Rich Cline, giornalista di BBC Radio, Contactmusic e Boyz Magazine e Daniel N. Casagrande, e Marco Busato, delegato generale dell'associazione culturale CinemArte.

## Film in gara

### Venezia 73
- Hjartasteinn (Heartstone) di Guðmundur Arnar Guðmundsson (Danimarca, Islanda, 129’)
- L'estate addosso di Gabriele Muccino (Italia, 103’)
- Le ultime cose di Irene Dionisio (Italia, Francia, Svizzera, 85’)
- Pamilya ordinaryo (Ordinary People) di Eduardo Roy Jr. (Filippine, 107’)
- Jours de France di Jérôme Reybaud (Francia, 141’)
- Riparare i viventi (Réparer les vivants) di Katell Quillévéré (Francia, Belgio, 103′)
- La región salvaje di Amat Escalante (Messico, Danimarca, Francia, Germania, Norvegia, 100’)
- Questi giorni di Giuseppe Piccioni (Italia, 120’)
- Boys in the Trees di Nicholas Verso (Australia, 112′)
- The Woman Who Left - La donna che se ne è andata (Ang babaeng humayo) di Lav Diaz (Filippine, 226’)